# Gonomyia (Leiponeura) producta
Gonomyia (Leiponeura) producta is een tweevleugelige uit de familie steltmuggen (Limoniidae). De soort komt voor in het Neotropisch gebied.